# Celaenia
Celaenia es un género de arañas araneomorfas de la familia Araneidae. Se encuentra en  Oceanía.

## Lista de especies
Según The World Spider Catalog 12.0:
- Celaenia atkinsoni (O. Pickard-Cambridge, 1879)
- Celaenia calotoides Rainbow, 1908
- Celaenia distincta (O. Pickard-Cambridge, 1869)
- Celaenia dubia (O. Pickard-Cambridge, 1869)
- Celaenia excavata (L. Koch, 1867)
- Celaenia hectori (O. Pickard-Cambridge, 1879)
- Celaenia olivacea (Urquhart, 1885)
- Celaenia penna (Urquhart, 1887)
- Celaenia tuberosa (Urquhart, 1889)
- Celaenia tumidosa Urquhart, 1891
- Celaenia voraginosa Urquhart, 1891